# Alligator (album)
Pour les articles homonymes, voir Alligator (homonymie).
Albums de The National
Sad Songs for Dirty Lovers
(2003) Boxer
(2007)
Singles
1. Abel
Sortie : 14 mars 2005
2. Secret Meeting
Sortie : 29 août 2005
3. Lit Up
Sortie : 14 novembre 2005

Alligator est le troisième album du groupe de rock indépendant The National. Il est sorti le 12 avril 2005 sur le label Beggars Banquet Records. Pitchfork l'a classé à la 40e place des meilleurs albums des années 2000. La chanson Mr. November a été écrite en partie à propos de la candidature de John Kerry (que le groupe soutenait) pour l'élection présidentielle américaine de 2004.

## Liste des pistes
| No  | Titre                       | Durée |
| --- | --------------------------- | ----- |
| 1.  | Secret Meeting              | 3:44  |
| 2.  | Karen                       | 3:59  |
| 3.  | Lit Up                      | 2:55  |
| 4.  | Looking for Astronauts      | 3:23  |
| 5.  | Daughters of the Soho Riots | 3:59  |
| 6.  | Baby, We'll Be Fine         | 3:21  |
| 7.  | Friends of Mine             | 3:25  |
| 8.  | Val Jester                  | 3:00  |
| 9.  | All the Wine                | 3:15  |
| 10. | Abel                        | 3:37  |
| 11. | The Geese of Beverly Road   | 4:57  |
| 12. | City Middle                 | 4:28  |
| 13. | Mr. November                | 3:57  |

## Accueil critique
L'album a recueilli dans l'ensemble de très bonnes critiques musicales, obtenant un score de 82⁄100, sur la base de 21 critiques collectées, sur Metacritic.
James Monger, d'AllMusic, lui donne 4 étoiles sur 5, estimant que les « textes tristes de Matt Berninger sur le sexe, le matérialisme et la solitude » sont écrits avec ironie et éloquence et sont renforcés par l'excellent quatuor de musiciens qui « étoffe chaque chanson avec tant de petites fioritures inventives » que cela prend quelques écoutes pour pouvoir les apprécier pleinement. Arnaud de Vaubicourt, de Music Story, lui donne 4 étoiles sur 5, évoquant un « album sombre et touchant » qui « mord là où cela fait le plus mal, à l'âme » et mettant en avant All the Wine, Karen, Secret Meeting et Baby, We'll Be Fine qui « impriment une atmosphère subtile, cérébrale, où la musique se fait liquide, riche en arrangements a priori improbables mais définitivement bien pensés ». Pour Joe Tangart, de Pitchfork, qui lui donne la note de 7,9/10, « le batteur Bryan Devendorf est l'épine dorsale de l'album », assurant de façon métronomique et « avec élégance » la cohésion de la rythmique, et la voix « de baryton, sèche et impassible », de Matt Berninger est « étrangement émouvante ».
Mark Horan, de PopMatters, lui donne la note de 7/10, évoquant des chansons « mélodiques et bien interprétés », « le groupe excellant dans l'instauration d'un état d'esprit et jouant avec les variations d'intensité sonore pour conserver de l'émotion et de l'originalité », et des textes comportant « beaucoup de sous-entendus cachés » « écrits avec modestie et chantés avec conviction ». Christian Hoard, de Rolling Stone, lui donne 3 étoiles sur 5, estimant que la « poésie dépressive » de Matt Berninger est à la fois « gaspillée avec élégance et un peu glauque ».